# 大圆满
大圆满（藏語：རྫོགས་ཆེན་，威利转写：rdzogs chen，THL：dzog-chen；英語等歐洲語言多沿用藏語拼寫為Dzogchen，音近走欽、佐千），又稱阿底瑜伽、無上阿底瑜伽，是宁玛派的核心法门，屬寧瑪派九乘判教中的內密三乘之一。

## 各派認知
寧瑪派認為大圓滿傳承法身佛普賢王如來，報身佛金剛薩埵，化身佛極喜金剛傳給蓮華生大士，與無垢友傳入西藏。大圓滿是指心灵的一种自然、原生的状态，以及能够透彻认识这种状态的一种思维体系。依据关于大圆满的文献，它是达到解脱境界的最高及最具决定性的途径。大圆满法门可分为心部、界部、訣竅部几种。

阿字藏文字母

西藏地區的苯教也有吸收了佛教的概念後，最高法門亦稱為大圓滿，內容與宁玛派的大圓滿大同小異，但都尊奉法身佛普賢王如來只是形象不同，寧瑪派的法身佛是藍色，苯教的則是白色。
第十四世达赖喇嘛雖然身為格魯派最高領袖，但對於西藏各教派皆有所了解，亦是大圓滿的合資格導師，儘管比較保守的格魯派並不認同這門心法。

## 傳承情況
第三代大圓滿祖師噶拉多傑(極喜金剛)，將大圓滿法由佛界帶至人間的初祖。第四代大圓滿祖師蔣巴協涅(妙吉祥友)。他将大圆满法六百四十万偈分成三部：心部、界部和窍诀部，并将窍诀部分为《口传续部》与《讲授续部》两类。第五代大圓滿祖師師利星哈則将窍诀部，再分成外、内、密、极密四类。之後嘉纳苏扎、莲花生大士與白若雜納译师，从師利星哈得到大圆满心部和界部法门。嘉纳苏扎传给貝瑪木札。
心部和界部法門，主要由白若雜納和貝瑪木札传入西藏，而窍诀部主要由貝瑪木札和莲花生大士传入。

## 扩展阅读
- （英文） Higgins, David. "An Introduction to the Tibetan Dzogchen (Great Perfection) Philosophy of Mind （页面存档备份，存于）." Religion Compass. Volume 6, Issue 10, pages 441–450, October 2012, DOI: 10.1111/rec3.12004. First published online October 9, 2012.
- 大圆满十六地